# St. Georg (Hausen, Ursensollen)

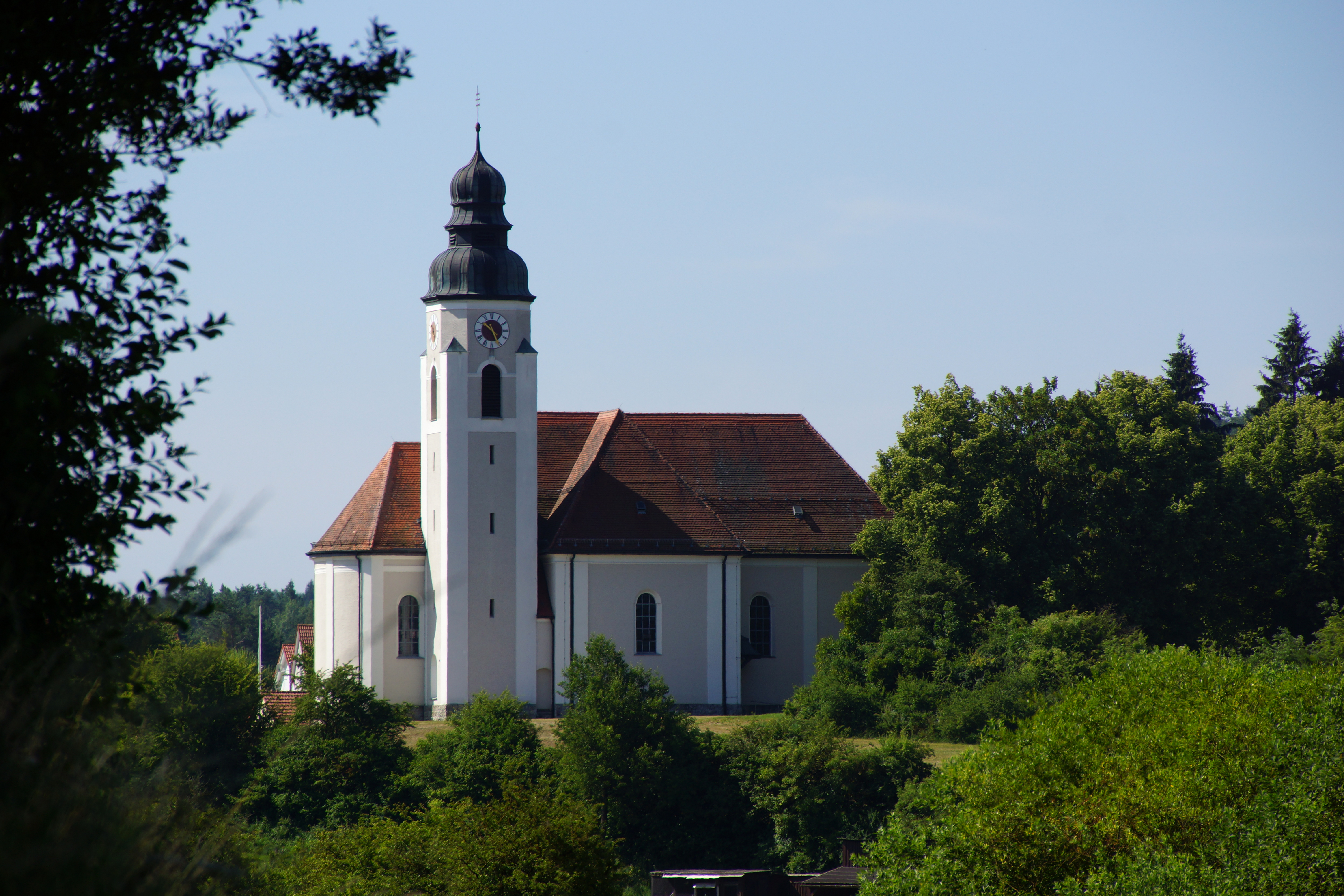
St. Georg (Hausen, Ursensollen)

Die römisch-katholische, denkmalgeschützte Pfarrkirche St. Georg steht in Hausen, einem Gemeindeteil von Ursensollen im Landkreis Amberg-Sulzbach der Oberpfalz. Die Kirchengemeinde gehört zum Bistum Regensburg. Das Bauwerk ist unter der Denkmalnummer D-3-71-154-16 als Baudenkmal in die Bayerische Denkmalliste eingetragen.

## Beschreibung
Die neobarocke Kreuzkirche wurde 1913/14 nach einem Entwurf von Johann Baptist Schott gebaut. Sie besteht aus einem Langhaus, einem Querschiff, die mit Walmdächern bedeckt sind, einem eingezogenen, segmentbogig geschlossenen Chor im Osten, deren Putz mit Lisenen an den Ecken gegliedert ist. Der Chorflankenturm an der Nordwand des Chors, der mit einer Welschen Haube bedeckt ist, wurde vom Vorgängerbau aus dem 18. Jahrhundert übernommen. Sein oberstes Geschoss beherbergt die Turmuhr und den Glockenstuhl, in dem vier Kirchenglocken hängen.
Das Spiegelgewölbe des Langhauses ist mit Deckenmalereien versehen. Der Innenraum des Chors ist mit einem Stichkappengewölbe überspannt. Zur Kirchenausstattung gehört ein Hochaltar, der von Statuen des heiligen Sebastian und der Maria flankiert wird. Auf dem Schalldeckel der Kanzel ist eine Statuette des heiligen Paulus untergebracht. Die Orgel wurde 1816 von Wilhelm Hepp gebaut.